# 雪莉 (阿肯色州)
雪莉（英語：Shirley）是一個位於美國阿肯色州范布倫縣的城鎮。

## 地理
雪莉的座標為35°39′21″N 92°19′00″W / 35.65583°N 92.31667°W，而該地的平均海拔高度為168米（即551英尺）。

## 人口
根據2020年美國人口普查的數據，雪莉的面積為6.40平方千米，當中陸地面積為6.24平方千米，而水域面積為0.16平方千米。當地共有人口248人，而人口密度為每平方千米38人。